# Marian Zieliński
Marian Zieliński (* 24. Dezember 1929 in Chełm; † 13. Oktober 2005 in Warschau) war ein polnischer Gewichtheber.

## Werdegang
Marian Zieliński besuchte ein Lyzeum in Warschau und trat danach in die Armee ein. Dort begann er 1950 im Alter von bereits 21 Jahren mit dem Gewichtheben. Er war relativ leicht und startete erst im Federgewicht (bis 60 kg Körpergewicht) und wuchs später in das Leichtgewicht (bis 67,5 kg Körpergewicht) hinein. Durch gute Leistungen bei regionalen Wettkämpfen fiel er dem polnischen Nationaltrainer Klemens Roguski auf. Er betreute Zieliński in den nächsten Jahren, der zum Verein WKS Legia Warschau delegiert wurde. Neben Roguski hatten aber auch die Trainer Augustyn Dziedzic, Josef Stychynski und Karol Czarkowski großes Verdienst um die Entwicklung Zielińskis. Er wurde zweimal Weltmeister, dreimal Europameister und gewann drei Olympiamedaillen. Herausragend waren seine Duelle mit seinem polnischen Landsmann Waldemar Baszanowski. Der Hauptmann in der polnischen Armee, der bis zu seinem 39. Lebensjahr aktiv war, war verheiratet mit Jadwiga Nientarowicz und hatte 2 Söhne und eine Tochter.

## Internationale Erfolge
(OS = Olympische Spiele, WM = Weltmeisterschaft, EM = Europameisterschaft, Fe = Federgewicht, Le = Leichtgewicht)
- 1955, 1. Platz, Welt-Jugendfestspiele, Fe, mit 322,5 kg, vor Kirshon, UdSSR, 317,5 kg;
- 1955, 5. Platz, WM + EM in München, Fe, mit 317,5 kg, hinter Rafael Tschimischkjan, UdSSR, 350 kg, Iwan Udodow, UdSSR, 345 kg, Ali Mahgoub, Ägypten, 327,5 kg und Sebastiano Mannironi, Italien, 325 kg, EM-Wertung: 4. Platz;
- 1956, 3. Platz, EM in Helsinki, Fe, mit 325 kg, hinter Tschimischkjan, 340 kg und Mannironi, 325 kg;
- 1956, Bronzemedaille, OS in Melbourne, Fe, mit 335 kg, hinter Isaac Berger, USA, 352,5 kg und Jewgeni Minajew, UdSSR, 342,5 kg;
- 1957, 3. Platz, EM in Kattowitz, Le, mit 347,5 kg, hinter Rafael Chabudtinow, UdSSR, 375 kg und Jan Czepułkowski, Polen, 352,5 kg;
- 1957, 2. Platz, Grand Prix von Moskau, Fe, mit 345 kg, hinter Minajew, 355 kg;
- 1957, 5. Platz, WM in Teheran, Fe, mit 337,5 kg, hinter Minajew, 362,5 kg, Mannironi, 352,5 kg, Berger, 350 kg und Yukio Furuyama, Japan, 342,5 kg;
- 1958, 2. Platz, Militär-Spartakiade in Leipzig, Fe, mit 340 kg, hinter Minajew, 365 kg;
- 1959, 1. Platz, WM + EM in Warschau, mit 365 kg, Fe, vor Berger, 362,5 kg und Mannironi, 350 kg;
- 1960, 1. Platz, EM in Mailand, Fe, mit 377,5 kg, Le, vor Mustafa Jagly-Ogly, UdSSR, 375 kg und Zdeněk Otáhal, Tschechoslowakei, 355 kg;
- 1960, 4. Platz, OS in Rom, Le, mit 375 kg, hinter Wiktor Buschujew, UdSSR, 397,5 kg, Tan Howe Liang, Singapur, 380 kg, Abdu l-Wahid Aziz, Irak, 380 kg und vor Waldemar Baszanowski, Polen, 370 kg;
- 1961, 3. Platz, WM + EM in Wien, Le, mit 395 kg, hinter Baszanowski, 402,5 kg und Sergei Lopatin, UdSSR, 400 kg;
- 1962, 3. Platz, WM + EM in Budapest, Le, mit 405 kg, hinter Wladimir Kaplunow, UdSSR, 415 kg und Baszanowski, 412,5 kg;
- 1963, 1. Platz, WM + EM in Stockholm, Le, mit 417,5 kg, vor Baszanowski, 410 kg und Kaplunow, 410 kg;
- 1964, Bronzemedaille, OS in Tokio, Le, mit 420 kg, hinter Baszanowski, 432,5 kg und Kaplunow, 432,5 kg;
- 1965, 2. Platz, WM in Teheran, Le, mit 425 kg, hinter Baszanowski, 427,5 kg und vor Kaplunow, 412,5 kg;
- 1966, 2. Platz, WM + EM in Berlin, Le, mit 410 kg, hinter Jewgeni Kazura, UdSSR, 437,5 kg und vor Parviz Jalayer, Iran, 405 kg;
- 1968, 2. Platz, EM in Leningrad, Le, mit 405 kg, hinter Baszanowski, 425 kg und vor Kostadin Tilew, Bulgarien, 402,5 kg;
- 1968, Bronzemedaille, OS in Mexiko-Stadt, Le, mit 420 kg, hinter Baszanowski, 427,5 kg und Jalayer, 422,5 kg.

## Polnische Meisterschaften
- 1954, 1. Platz, Fe, mit 287,5 kg,
- 1958, 1. Platz, Fe, mit 347,5 kg,
- 1959, 1. Platz, Le, mit 370 kg,
- 1960, 1. Platz, Le, mit 380 kg,
- 1961, 1. Platz, Le, mit 375 kg,
- 1962, 1. Platz, Le, mit 380 kg,
- 1963, 2. Platz, Le, mit 395 kg,
- 1964, 2. Platz, Le, mit 420 kg,
- 1966, 1. Platz, Le, mit 420 kg,
- 1967, 2. Platz, Le, mit 395 kg,
- 1968, 2. Platz, Le, mit 410 kg,
- 1969, 3. Platz, Le, mit 400 kg.

## Weltrekorde
im beidarmigen Reißen:
- 112,5 kg, 1958 in Stockholm, Fe,
- 113,5 kg, 1959 in Warschau, Fe.

im beidarmigen Stoßen:
- 167,5 kg, 1964 in Danzig, Le.

im olympischen Dreikampf:
- 417,5 kg, 1963 in Stockholm, Le.